# Дебан де Лаборд, Жан-Батист
Жан-Батист Дебан де Лаборд (фр. Jean-Baptiste Deban de Laborde; 1769—1809) — французский военный деятель, полковник (1805 год), барон (1808 год), участник революционных и наполеоновских войн.

## Биография
Родился в семье военного. В апреле 1786 года в возрасте 16 лет поступил на военную службу в полк Французской гвардии, где служил его отец. Участвовал в штурме Бастилии 14 июля 1789 года, а в конце года вступил в части Национальной гвардии. С марта 1791 по март 1792 года служил в 10-м драгунском полку, затем в 6-м кавалерийском. Сражался в Бельгии под началом генерала Дюмурье. В августе 1793 года перешёл в 19-й конно-егерский полк.
24 декабря 1794 году стал адъютантом генерала Лефевре в Самбро-Маасской армии. Генерал Лефевр, который ценит бесстрашие лейтенанта Лаборда, дал ему характеристику, как «хорошему офицеру лёгких войск». В 1797 году — адъютант генерала Пателя в Армии Англии.
С 5 апреля 1800 года исполнял обязанности адъютанта генерала Бертье. Отличился в сражении при Маренго, и прямо на поле боя был произведён в командиры эскадрона, а также награждён Наполеоном Почётным оружием.
13 октября 1800 года стал адъютантом генерала Жюно. 6 февраля 1805 года произведён в полковники. С февраля по ноябрь 1805 года сопровождал Жюно в Лиссабон, где генерал был послом. В конце ноября присоединился к Великой Армии, и участвовал в сражении при Аустерлице.
27 декабря 1805 года назначен командиром 8-го гусарского полка. Участвовал в Прусской кампании 1806 года и Польской кампании 1807 года. Был ранен при Йене, сражался при Прейсиш-Эйлау и Фридланде. Вернулся во Францию в августе 1807 года после Тильзитского мира для залечивания ран.
В Австрийской кампании 1809 года действовал в составе дивизии лёгкой кавалерии генерала Лассаля. Сражался при Регенсбурге, Эсслинге и Энцендорфе. 6 июля 1809 года при Ваграме был смертельно ранен пулей в ходе атаки, в которой был убит также и генерал Лассаль.

## Воинские звания
- Вахмистр (1793 год);
- Старший вахмистр (август 1793 года);
- Младший лейтенант (20 мая 1794 года);
- Лейтенант (июль 1797 года);
- Капитан (январь 1799 года);
- Командир эскадрона (14 июня 1800 года);
- Полковник (6 февраля 1805 года).

## Титулы
- Барон Лаборд и Империи (фр. baron Laborde et de l'Empire; декрет от 19 марта 1808 года, патент подтверждён в мае 1808 года)[1].

## Награды
Легионер ордена Почётного легиона (14 июня 1804 года)
 Офицер ордена Почётного легиона (11 июля 1807 года)
- Почётное оружие (2 января 1801 года)